# Karl Hofmann (Politiker, 1926)
Karl Hofmann (* 11. Juli 1926 in Pilnikau, Tschechoslowakei; † 18. Januar 2012) war ein deutscher Politiker (SPD).

## Leben
Nach dem Schulbesuch wechselte Hofmann an die Lehrerbildungsanstalt und bestand dort sein Abitur. 1944/45 leistete er Reichsarbeits- und Wehrdienst. Zuletzt geriet er in Kriegsgefangenschaft, aus der er im Januar 1946 entlassen wurde. Er arbeitete zehn Jahre als Volksschullehrer in Oberfranken, absolvierte eine einjährige Ausbildung für das Lehramt an Mittelschulen in München und war dann fünf Jahre als Realschullehrer beziehungsweise Realschuloberlehrer in Kronach tätig, zuletzt als Studienrat. Hofmann trat im Juni 1961 in die SPD ein. 1982 verließ er die Partei. Später wurde er Mitglied der Freien Wähler.
Hofmann war Ratsmitglied der Stadt Kronach und seit 1972 Kreistagsmitglied des Kreises Kronach. Dem Deutschen Bundestag gehörte er von 1965 bis 1983 an. Im Parlament vertrat er von 1965 bis 1976 den Wahlkreis Coburg. In den übrigen Wahlperioden zog er über die Landesliste Bayern in den Bundestag ein. Von 1. April 1982 bis zu seinem Ausscheiden war er fraktionsloser Abgeordneter.